# Kerpert
Kerpert (bretonisch: Kerbêr) ist eine französische Gemeinde mit 269 Einwohnern (Stand 1. Januar 2022) im Département Côtes-d’Armor in der Bretagne. Sie gehört zum Arrondissement Guingamp und zum Gemeindeverband Guingamp-Paimpol Agglomération. Die Bewohner werden Kerpertois und Kerpertoises genannt.

## Geografie
Die Gemeinde Kerpert liegt 23 Kilometer südlich von Guingamp und 33 Kilometer südwestlich von Saint-Brieuc. Südlich des Kernortes Kerpert, zwischen den Ortsteilen Garz an Cloarec und Kerhars entspringt der 72 Kilometer lange Küstenfluss Trieux (bretonisch: Trev).
Weitere Ortsteile von Kerpert sind Kergolou, Coldesquient, Keranquere, Kerlahaye, Lesquiolec, Toullfoll, Guerniou, Kertanguy, Pempoulou, Kergrist ar Lann, Kerlabourat, Kerhelvez, Kerlabourlay, Saint-Urnan, Kerdrain, Coldevennec und Bot ar Guen sowie zahlreiche kleine Weiler und Einzelhöfe.
Die Landschaft um Kerpert ist durch Acker- und Grünlandflächen geprägt, die durch die für die Umgebung typischen Hecken voneinander getrennt sind. Abgesehen von den Hängen an steilen Flussabschnitten ist das Gebiet waldarm; lediglich im Norden hat die Gemeinde den größten Anteil am etwa 150 ha umfassenden Bois de Coat Mallouen.
Nachbargemeinden von Kerpert sind Plésidy im Norden, Saint-Connan im Nordosten, Saint-Gilles-Pligeaux im Osten, Canihuel im Südosten, Saint-Nicolas-du-Pélem im Südwesten, Lanrivain im Westen sowie Magoar im Nordwesten.

## Geschichte
Kerpert und die umliegenden Orte entstanden Mitte des 12. Jahrhunderts in der Zeit der Gründung der Abtei Coëtmaloën. Das Gemeindegebiet von Kerpert (1801 Pert genannt) besteht seit 1793 unverändert.

### Bevölkerungsentwicklung
| Jahr      | 1962 | 1968 | 1975 | 1982 | 1990 | 1999 | 2010 | 2021 |
| --------- | ---- | ---- | ---- | ---- | ---- | ---- | ---- | ---- |
| Einwohner | 617  | 536  | 441  | 407  | 308  | 318  | 297  | 269  |

Im Jahr 1846 wurde mit 1275 Bewohnern die bisher höchste Einwohnerzahl ermittelt. Die Zahlen basieren auf den Daten von cassini.ehess und INSEE.

## Sehenswürdigkeiten
- Ruinen der Zisterzienserabtei Coëtmaloën, 1142 als Filiation des Klosters Cîteaux gegründet, Abteikirche im 18. Jahrhundert neu gebaut, seit 1964 als Monument historique eingeschrieben[3]
- Pfarrkirche St. Peter (Église Saint-Pierre) aus dem 16. Jahrhundert inklusive Beinhaus (ossuaire) auf den die Kirche umgebenden Friedhof, seit 1921 als Monument historique klassifiziert[4]
- Marienrelief aus dem 19. Jahrhundert[5]
- Kapelle im Ortsteil Kergrist ar Lann, 1755 erbaut und zunächst zur Pfarrei der Nachbargemeinde Magoar gehörig; 1860 zerstört und nach dem Erwerb durch die Gemeinde Kerpert 1872 wieder aufgebaut. Der benachbarte, während der Französischen Revolution teilweise zerstörte Kalvarienberg hat seinen Ursprung im 15. Jahrhundert.
- Lavoir und diverse Brunnen
- Bauernhof (Ferme de Saint-Urnan) im Ortsteil Saint-Urnan aus dem 17. Jahrhundert
- Dolmen de Kéranquéré aus der Jungsteinzeit

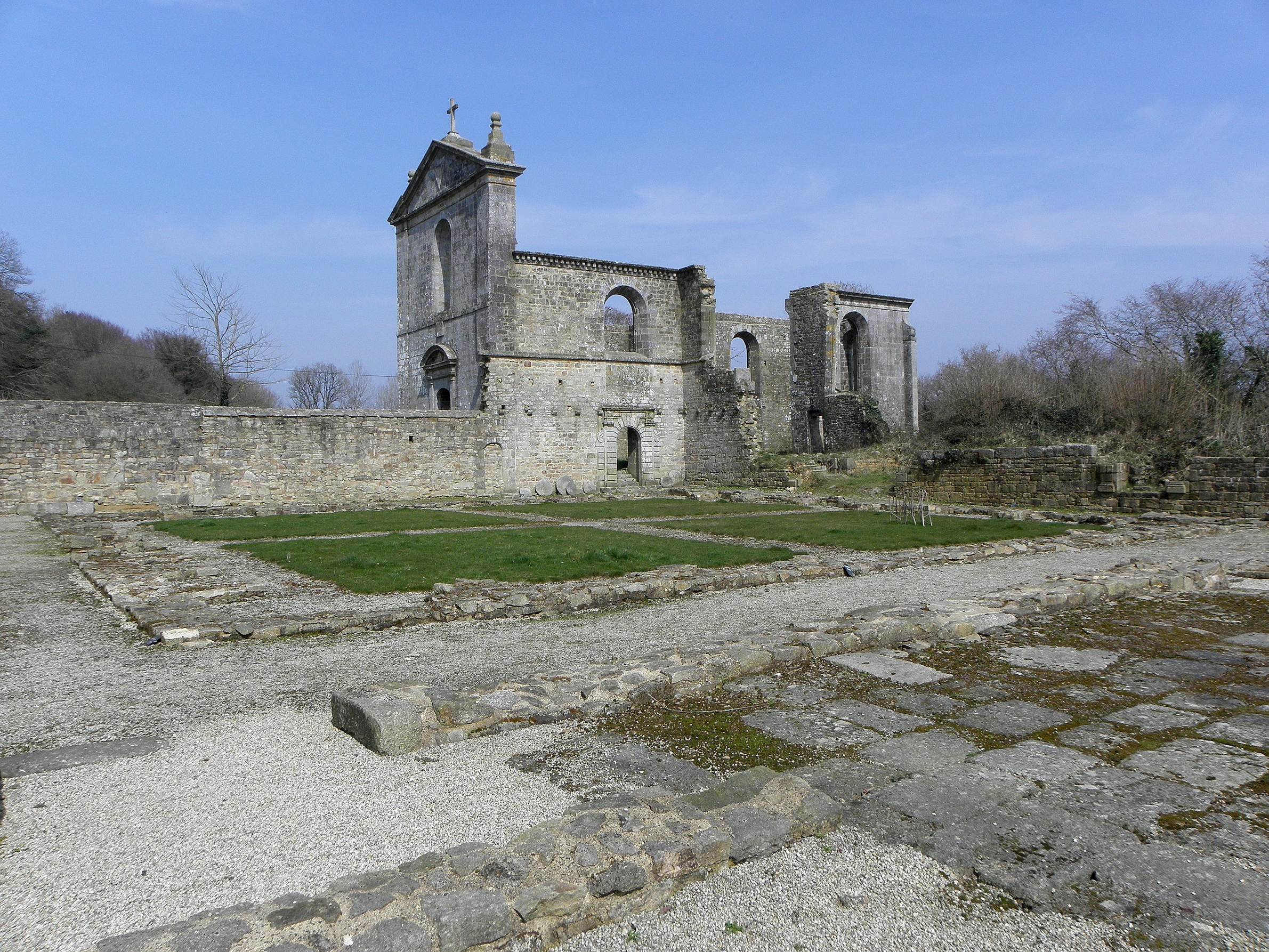
Zisterzienserabtei Coëtmaloën
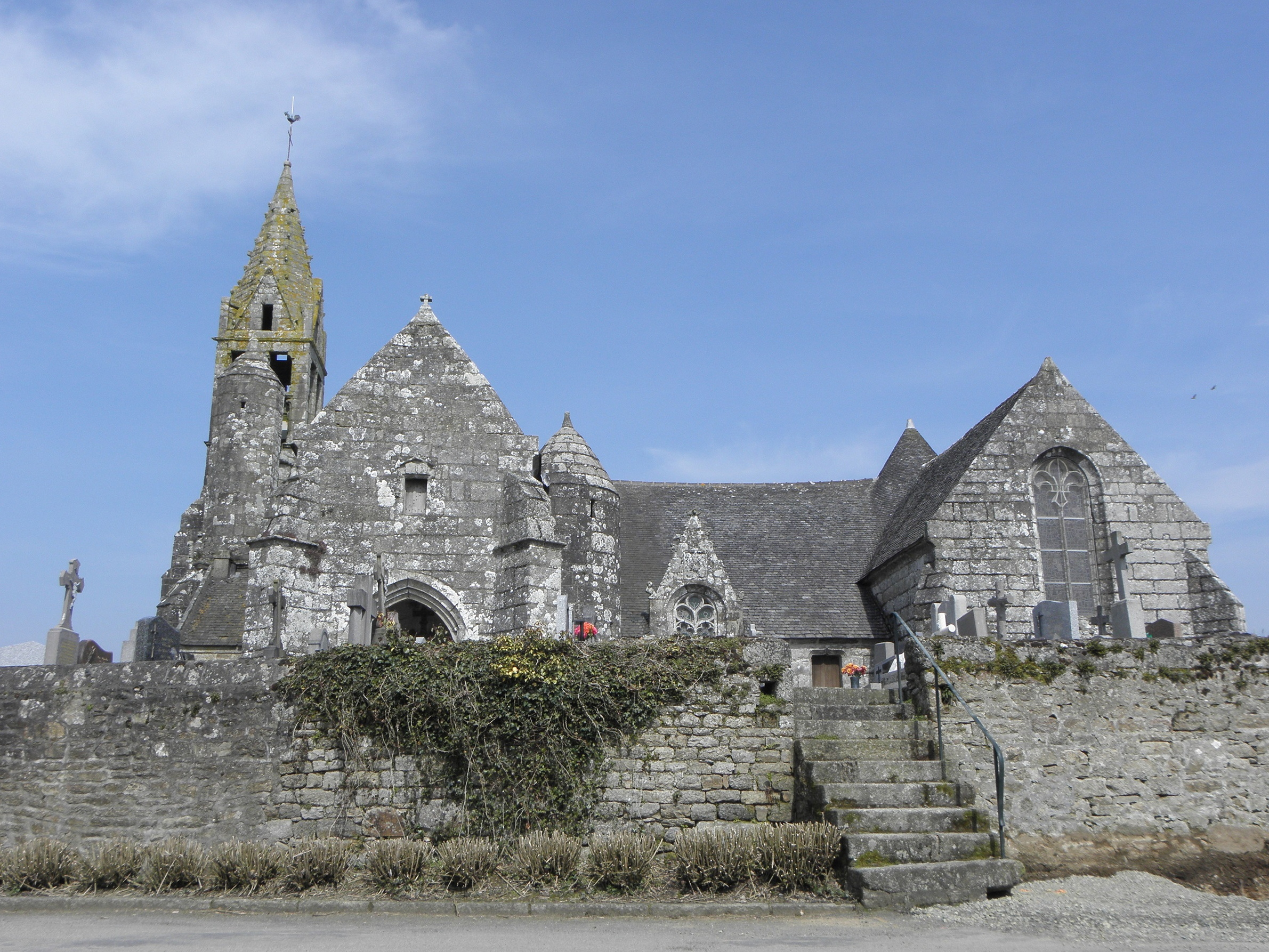
Kirche Saint-Pierre
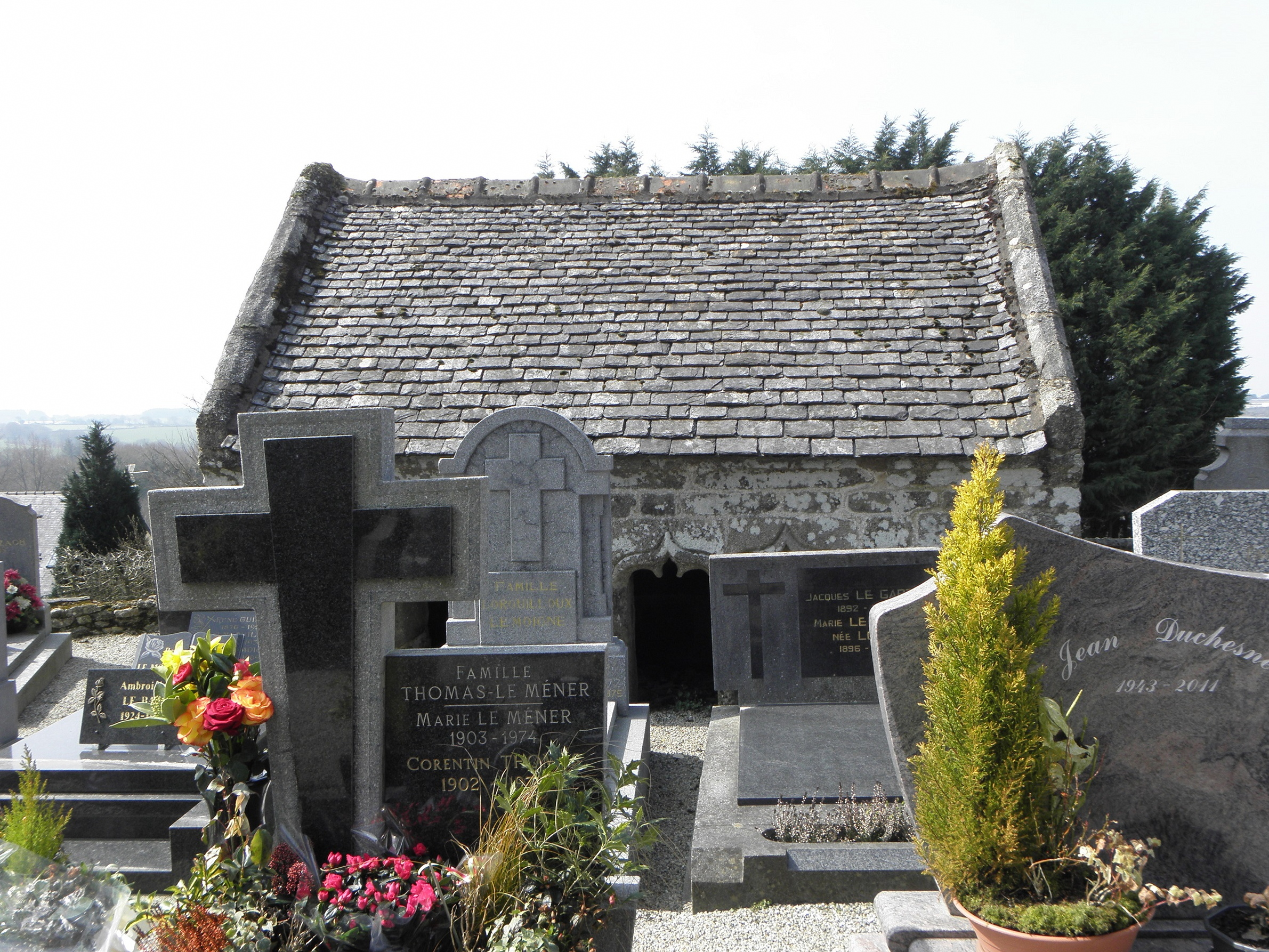
Beinhaus

## Wirtschaft und Infrastruktur
Hauptwirtschaftszweig der Gemeinde ist nach wie vor die Landwirtschaft. In der Gemeinde sind 33 Landwirtschaftsbetriebe ansässig (Getreideanbau, Milchwirtschaft, Zucht von Rindern, Schafen, Ziegen und Geflügel, Schweinehaltung).
Kerpert liegt abseits der überregional bedeutenden Verkehrswege. Wenige Kilometer südlich von Kerpert verläuft die Fernstraße von Saint-Brieuc nach Rostrenen (D 790). Der nächste Bahnhof befindet sich im 23 Kilometer entfernten Guingamp.

## Belege
1. ↑  auf cassini.ehess
2. ↑  Kerpert auf INSEE
3. ↑  Eintrag in der Base Mérimée des Kulturministeriums. Abgerufen am 22. Januar 2015 (französisch).
4. ↑  Eintrag in der Base Mérimée des Kulturministeriums. Abgerufen am 22. Januar 2015 (französisch).
5. ↑  Beschreibung auf patrimoine.region-bretagne.fr (französisch)
6. ↑  Landwirtschaftsbetriebe auf annuaire-mairie.fr (französisch)